# Gemzse
Gemzse is een plaats (község) en gemeente in het Hongaarse comitaat Szabolcs-Szatmár-Bereg. Gemzse telt 849 inwoners (2001).